# Дамиан Прист
Луи́с Марти́нес (англ. Luis Martínez, род. 4 февраля 1982, Нью-Йорк, Нью-Йорк) — американский рестлер пуэрто-риканского происхождения. В настоящее время он выступает в WWE на бренде Raw под именем Да́миан При́ст (англ. Damian Priest). Он является бывшем членом группировки «Судный день» и бывшим чемпионом мира в тяжёлом весе.
Он также известен по своей работе в Ring of Honor (ROH) под именем Наказание Марти́нес, где он является бывшим однократным телевизионным чемпионом мира ROH. Благодаря сотрудничеству ROH с New Japan Pro-Wrestling (NJPW), он также работал в Японии под именем Каратель Марти́нес. Мартинес присоединился к WWE в 2018 году и начал выступать на бренде NXT под своим нынешним именем, один раз стал североамериканским чемпионом NXT. В 2021 год он переведён в основной ростер WWE, где с тех пор стал победителем матча Money in the Bank (2023), бывшим чемпионом Соединённых Штатов WWE, а также бывшим двукратным неоспоримым командным чемпионом WWE вместе с Финном Балором, что делаем его четырёхкратным командных чемпионом компании.

## Ранняя жизнь
Мартинес родился в Нью-Йорке, но вырос в муниципалитете Дорадо, Пуэрто-Рико. Живя в Дорадо, он увидел по телевизору шоу World Wrestling Council и загорелся желанием стать рестлером. Он изучал японское карате годзю-рю у своего отца. Выиграв два национальных чемпионата по полноконтактным боевым искусствам, Мартинес решил начать карьеру в рестлинге. Когда он вернулся в США, испанский язык все ещё был его родным языком, и он прошёл период адаптации.

## Карьера в рестлинге
Мартинес тренировался в Monster Factory и завоевал несколько титулов в Monster Factory Pro Wrestling. В 2014 году Мартинес посетил тренировочный лагерь Ring of Honor (ROH) и продолжил тренироваться в додзё ROH.

### Ring of Honor (2015—2018)
Его первое появление на шоу ROH состоялось в 2015 году под его настоящим именем Луис Мартинес, где он участвовал в двух тёмных матчах.

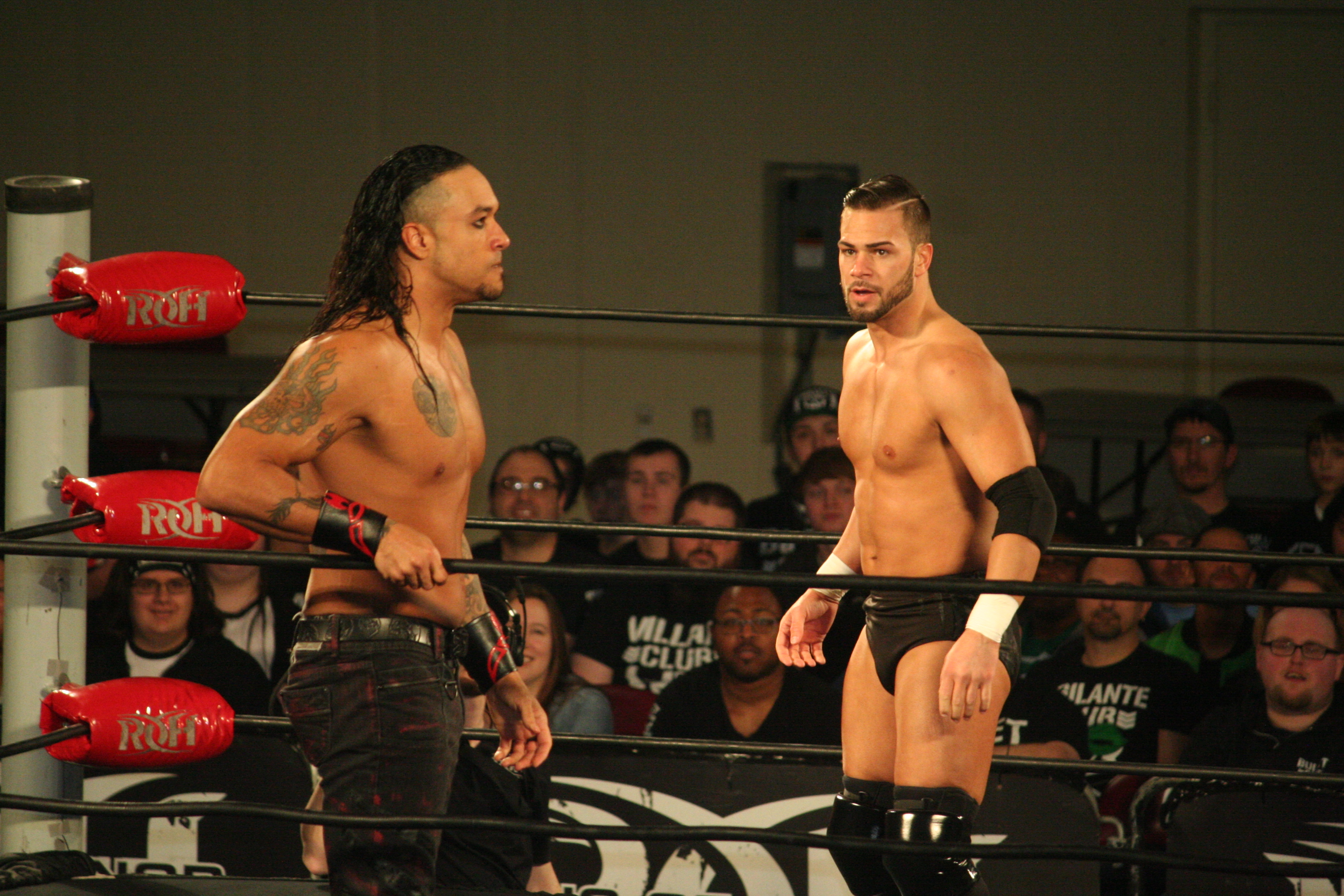
Мартинез (слева) во время матча против Флипа Гордона в феврале 2018 года

 Мартинес вернулся в Ring of Honor под именем Каратель Мартинес на ROH Top Prospect Tournament, где он победил Колби Корино в первом раунде.

### WWE

#### Первые шаги (2018—2020)
Перед подписанием контракта с WWE Мартинес выступил на шоу Money in the Bank (2014), где сыграл роль охранника, стоявшего за Стефани Макмэн, которая столкнулась с Близняшками Белла.
12 октября 2018 года стало известно, что Мартинес подписал контракт с WWE. Через шесть дней он был официально представлен в числе других новичков бренда NXT. 5 декабря на записи NXT он дебютировал в качестве хила, проиграв Мэтту Риддлу. 15 апреля 2019 стало известно, что Мартинес получил имя Дамиан Прист, хотя на домашних шоу он по-прежнему выступал под именем Наказание Мартинес. Вскоре в эфир стали выходить виньетки, в которых Мартинес вновь представлялся как Дамиан Прист. В эпизоде NXT от 19 июня 2019 года он дебютировал под этим именем, победив Рауля Мендозу. В эпизоде NXT от 24 июля он победил Кита Ли в своём втором матче.

## Личная жизнь
Мартинес — меломан, на него сильно повлияли рок и хеви-метал. Он и его семья были знакомы и общались с различными музыкантами и группами, такими как Bad Bunny, Ди Снайдер, Эдди Охеда.
Мартинес также является большим поклонником и коллекционером оружия рукопашного боя.
Мартинес цитирует Педро Моралеса как своего вдохновителя в рестлинге. Он дружит с Китом Ли, Мэттом Риддлом и Реей Рипли.

## Титулы и достижения
- Keystone Pro Wrestling
  - Командный чемпион KPW (1 раз) — с Мэттью Риддлом[11]
- Monster Factory Pro Wrestling
  - Чемпион MFPW в тяжёлом весе (3 раза)[12]
  - Командный чемпион MFPW (2 раза)[13] — с Бролли (1) и Кью Ти Маршаллом (1)
  - MFPW Invitational (2016)[14]
- Pro Wrestling Illustrated
  - № 85 в топ 500 рестлеров в рейтинге PWI 500 в 2021[15]
- Ring of Honor
  - Телевизионный чемпион мира ROH (1 раз)[16]
  - Survival of the Fittest (2017)[17][18]
- WWE
  - Чемпион мира в тяжёлом весе (1 раз)
  - Чемпион Соединённых Штатов WWE (1 раз)[19][20]
  - Североамериканский чемпион NXT (1 раз)[21]
  - Победитель Money in the Bank (2023)
  - Командный чемпион WWE Raw (2 раза) — с Финном Балором
  - Командный чемпион WWE SmackDown (2 раза) — с Финном Балором
- Wrestling Observer Newsletter
  - Худший матч года (2021) пр. Миза на WrestleMania Backlash